# Anyphaena alachua
Anyphaena alachua là một loài nhện trong họ Anyphaenidae.
Loài này thuộc chi Anyphaena. Anyphaena alachua được Norman I. Platnick miêu tả năm 1974.